# Villarrabé (kommunhuvudort)
Villarrabé är en kommunhuvudort i Spanien.   Den ligger i provinsen Provincia de Palencia och regionen Kastilien och Leon, i den norra delen av landet, 240 km norr om huvudstaden Madrid. Villarrabé ligger 903 meter över havet och antalet invånare är 242.
Terrängen runt Villarrabé är platt. Runt Villarrabé är det mycket glesbefolkat, med 3 invånare per kvadratkilometer. Närmaste större samhälle är Saldaña, 11,8 km norr om Villarrabé. Trakten runt Villarrabé består till största delen av jordbruksmark.